# Véhicule électrique au Brésil
Le développement du véhicule électrique au Brésil connait une croissance rapide. En octobre 2022, le gouvernement brésilien supprime les taxes d'importation sur les véhicules électriques.

## Immatriculations
En 2021, 7 % des nouvelles voitures vendues au Brésil sont électriques.
Près de 55 000 véhicules particuliers électriques ont été immatriculés au Brésil durant le premier semestre 2024, soit 5,3 % des ventes de voitures neuves, en progression de 133 % par rapport à l’année précédente. Les constructeurs chinois ont vendu 126 000 voitures électriques au Brésil en 2024, soit une part de marché de 82 %. 

## Politique gouvernementale
En octobre 2022, le gouvernement brésilien supprime les taxes d'importation sur les véhicules électriques, afin de favoriser cette typologie de véhicule.

## Bornes de recharge
En 2022, le pays compte 1 300 stations de charge publiques.

## Opinion publique
Dans une enquête menée en 2022 par Tupinambá Energia, 58 % des acheteurs potentiels de voitures étaient intéressés par l'achat d'un véhicule électrique.